# Lorenz Heigenhuber

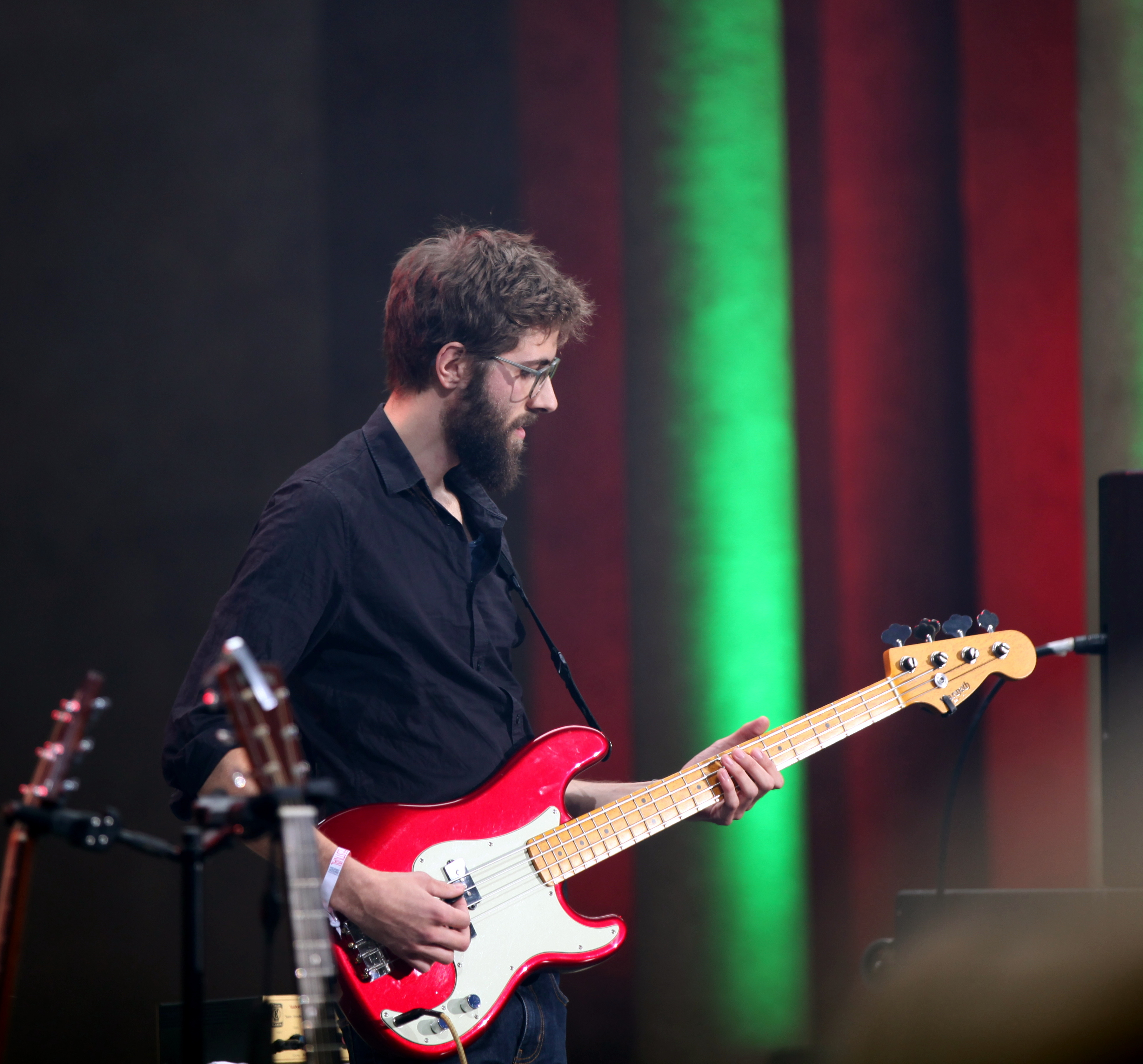
Lorenz Heigenhuber (2015)

Lorenz Heigenhuber (* um 1991) ist ein deutscher Jazzmusiker (Kontrabass, E-Bass).

## Leben und Wirken
Heigenhuber war zwischen 2008 und 2011 Mitglied des Landesjugendjazzorchesters Bayern unter Leitung von Harald Rüschenbaum. Er studierte zunächst in München, dann ab 2017 in Leipzig.  Er arbeitete mit Peter O’Mara, Claus Raible, Peter Tuscher, Jesse Boykins, Jamaram, Maria Rui, der Moonband, Christian Elsässer, Gregory Rifkin, Takuya Kuroda, Sam Hylton, Jonas Timm und Damian Dalla Torre und Christos Asonitis.  Zu hören ist er auf Moritz Stahls Album Traumsequenz (2024) und auf Nora Benamara Amnesia (2014).
Lorenz Heigenhuber war 2013 mit seiner Gruppe Down by Lo (mit Matthieu Bordenave, Florian Leuschner, Leonhard Kuhn, Alex Eckert, Silvan Strauss) Finalist im Wettbewerb der Internationalen Jazzwoche Burghausen. Das Trio aus dem Vibraphonisten Volker Heuken, dem Schlagzeuger Max Stadtfeld und ihm als Kontrabassisten erhielt 2019 den Jazznachwuchspreis der Stadt Leipzig.

## Diskographische Hinweise
- Christos Asonitis An Ode to the Light (Timezone 2018, mit Bastien Rieser, Mark Pusker, Maruan Sakas)
- Joscha Arnold Large Ensemble By the Rivers of Cashflow (Hout Records, 2019)
- Volker Heuken Shepherd Moon (Label 11, 2019, mit Peter Fulda, Anton Mangold, Max Stadtfeld)
- Olga Reznichenko Somnambule (Traumton, 2022, mit Max Stadtfeld)